# Sagen om stjålne arkivalier
Sagen om stjålne arkivalier handler om tyveri af dokumenter fra Rigsarkivet, dokumenterne omhandlede danske nazister, frontfrivillige og personer dømt for landsskadelig virksomhed. Dokumenterne er fra retsopgøret efter Anden Verdenskrig og er stjålet bid for bid igennem flere år. Der faldt dom i sagen den 17. maj 2013, hvor to personer blev dømt for at have stjålet 1045 arkivalier; de erkendte sig delvist skyldige og fik fængselsstraf. En konsekvens af sagen har været, at Rigs- og Landsarkiverne har forhøjet deres sikkerhedsniveau.

## Notater
1. ↑  Nazi-tyveriet fra Rigsarkivet, Berlingske, 15. februar 2013
2. ↑  Dom i Rigsarkiv-sag: Knap fire års fængsel i alt, DR, 17. maj 2013
3. ↑  Tiltalte erkender tyveri af dokumenter fra Rigsarkivet, DR, 17. Maj 2013